# Element (matematică)
În matematică, un element sau un membru al unei mulțimi este unul dintre obiectele distincte care alcătuiesc acea mulțime. Se spune că elementul aparține mulțimii, iar relația între element și mulțime este o relație de apartenență. 

## Mulțimi
Scrierea {\displaystyle A=\{1,2,3,4\}}{\displaystyle A=\{1,2,3,4\}} înseamnă că elementele mulțimii A sunt numerele 1, 2, 3 și 4. Mulțimile de elemente ale lui A, de exemplu {\displaystyle \{1,2\}}, sunt submulțimi ale lui A. 
Mulțimile pot fi ele însele elemente. De exemplu, considerăm mulțimea {\displaystyle B=\{1,2,\{3,4\}\}}. Elementele lui B nu sunt 1, 2, 3 și 4; B are doar 3 elemente, și anume numerele 1 și 2, și mulțimea {\displaystyle \{3,4\}}. 
Elementele unei mulțimi pot fi orice. De exemplu, {\displaystyle C=\{\mathrm {\color {red}rosu} ,\mathrm {\color {green}verde} ,\mathrm {\color {blue}albastru} \}}, este mulțimea ale cărei elemente sunt culorile roșu, verde și albastru. 

## Notație și terminologie
Relația⁠(d) de apartenență este notată cu simbolul „{\displaystyle \in }”. Scrierea 
{\displaystyle x\in A}{\displaystyle x\in A}

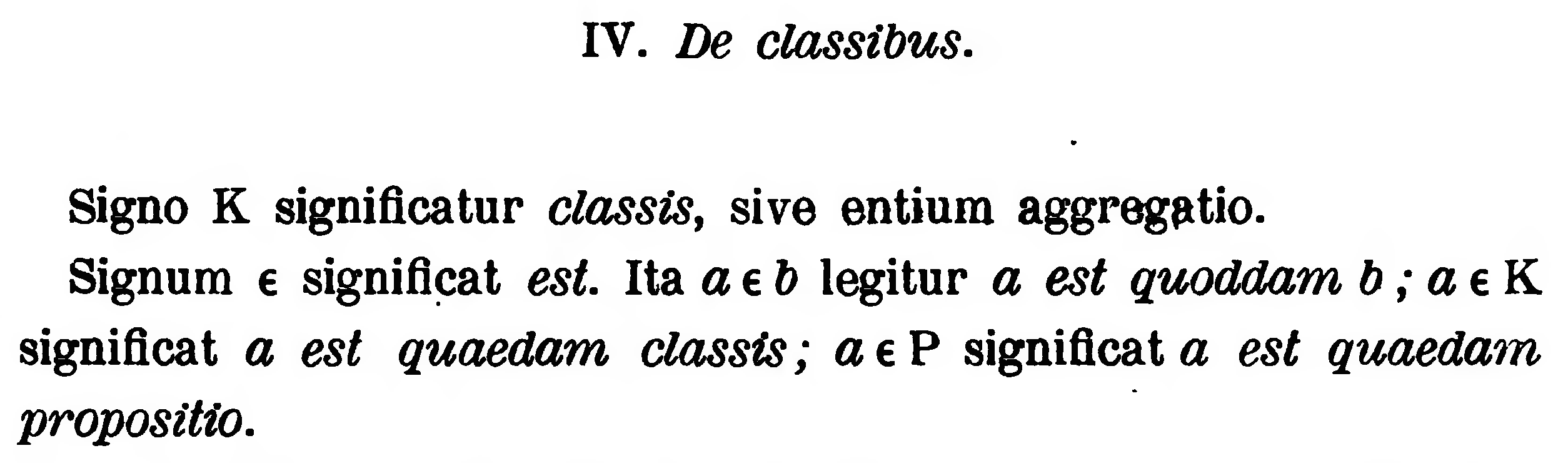
Prima utilizare a simbolului ∈ în lucrarea de Giuseppe Peano.

înseamnă că x este un element al lui A. Expresii echivalente sunt  „x este un membru al lui A”, „x aparține lui A”, „x este în A” și „x se găsește în A”. Expresiile „A include x” și „A conține x” sunt de asemenea folosite pentru a însemna stabilirea apartenenței la mulțime, însă unii autori le folosesc cu sensul de „x este o submulțime a lui A”. Logicianul George Boolos⁠(d) a cerut cu tărie ca „conține” să fie folosit doar pentru apartenență și „include” numai pentru relația de submulțime.
Pentru relația ∈, se poate scrie relația inversă⁠(d) ∈T
{\displaystyle A\ni x} adică „A conține x”.
Negația apartenenței la mulțime este marcată cu simbolul „∉”. Scrierea 
{\displaystyle x\notin A} înseamnă că „x nu este un element al lui A”.
Simbolul ∈ a fost folosit pentru prima oară de Giuseppe Peano 1889 în lucrarea sa Arithmetices principia, nova methodo exposita⁠(d). Acolo, pe pagina X scria:
Signum ∈ significat est. Ita a ∈ b legitur a est quoddam b; …
 adică 
 Simbolul ∈ înseamnă „este”. Deci, a ∈ b se citește a este un b; ... 
 Simbolul în sine este un epsilon ("ε") grecesc mic stilizat, prima literă a cuvântului æστί, care înseamnă „este”. 
| Caracter                             | ∈           | ∈          | ∉                 | ∉                 | ∋                  | ∋                  | ∌                          | ∌                          |
| ------------------------------------ | ----------- | ---------- | ----------------- | ----------------- | ------------------ | ------------------ | -------------------------- | -------------------------- |
| Nume Unicode                         | ELEMENT OF  | ELEMENT OF | NOT AN ELEMENT OF | NOT AN ELEMENT OF | CONTAINS AS MEMBER | CONTAINS AS MEMBER | DOES NOT CONTAIN AS MEMBER | DOES NOT CONTAIN AS MEMBER |
| Codificări                           | zecimal     | hex        | zecimal           | hex               | zecimal            | hex                | zecimal                    | hex                        |
| Unicode                              | 8712        | U+2208     | 8713              | U+2209            | 8715               | U+220B             | 8716                       | U+220C                     |
| UTF-8⁠(d)                             | 226 136 136 | E2 88 88   | 226 136 137       | E2 88 89          | 226 136 139        | E2 88 8B           | 226 136 140                | E2 88 8C                   |
| Referință numerică a caracterului⁠(d) | &#8712;     | &#x2208;   | &#8713;           | &#x2209;          | &#8715;            | &#x220B;           | &#8716;                    | &#x220C;                   |
| Referință cu nume a caracterului⁠(d)  | &isin;      | &isin;     | &notin;           | &notin;           | &ni;               | &ni;               |                            |                            |
| LaTeX                                | \in         | \in        | \notin            | \notin            | \ni                | \ni                | \not\ni                    | \not\ni                    |
| Wolfram Mathematica⁠(d)               | \[Element]  | \[Element] | \[NotElement]     | \[NotElement]     | \[ReverseElement]  | \[ReverseElement]  | \[NotReverseElement]       | \[NotReverseElement]       |

### Complement și inversare
Orice relație R: U→V este supusă la două involuții: complementarea {\displaystyle R\rightarrow {\bar {R}}} și inversarea RT: V→U. Relația ∈ are ca domeniu mulțimea universală U și drept codomeniu mulțimea părților⁠(d) P(U). Relația complementară {\displaystyle {\bar {\in }}=\notin } exprimă opusul lui ∈. Un element x ∈ U poate avea x ∉ A, caz în care x ∈ U \ A, complementul lui A față de U.
Relația inversă⁠(d) {\displaystyle \in ^{T}=\ni } schimbă între ele domeniul și codomeniul lui ∈. Pentru orice A din P(U) {\displaystyle A\ni x}este adevărat atunci când {\displaystyle x\in A}.

## Cardinalul mulțimii
Numărul elementelor dintr-o anumită mulțime este o proprietate cunoscută sub numele de cardinal⁠(d); informal, aceasta este dimensiunea unei mulțimi. În exemplele de mai sus, cardinalul mulțimii A este 4, în timp ce cardinalul fiecăreia dintre mulțimile B și C este 3. O mulțime infinită este o mulțime cu un număr infinit de elemente, în timp ce o mulțime finită este o mulțime cu un număr finit de elemente. Exemplele de mai sus sunt exemple de mulțimi finite. Un exemplu de mulțime infinită este mulțimea numerelor întregi pozitive, {1,   2,   3,   4,   ...}. 

## Exemple
Folosind mulțimile definite mai sus, și anume A = {1, 2, 3, 4}, B = {1, 2, {3, 4}} și C = {roșu, verde, albastru }
- 2 ∈ A
- {3,4} ∈ B
- 3,4 ∉ B
- {3,4} este membru al lui B
- Galben ∉ C
- Cardinalul lui D   =   {2,   4,   8,   10,   12} este finit și egal cu 5.
- Cardinalul lui P   =   {2,   3,   5,   7,   11,   13,   ...} ( numerele prime) este infinit (fapt demonstrat de Euclid).